# دوه‌جی (سولواووا)
دوه‌جی (به ترکی استانبولی: Deveci) یک منطقهٔ مسکونی در ترکیه است که در سولواووا واقع شده‌است.